# Falaises près de Dieppe
Falaises près de Dieppe, ciel couvert est une huile sur toile du peintre impressionniste français Claude Monet datant de 1897 et conservée au musée de l'Ermitage de Saint-Pétersbourg. Elle mesure 65 × 100,5 cm et porte le numéro d'inventaire ГЭ-8992. Elle est signée en bas à droite.

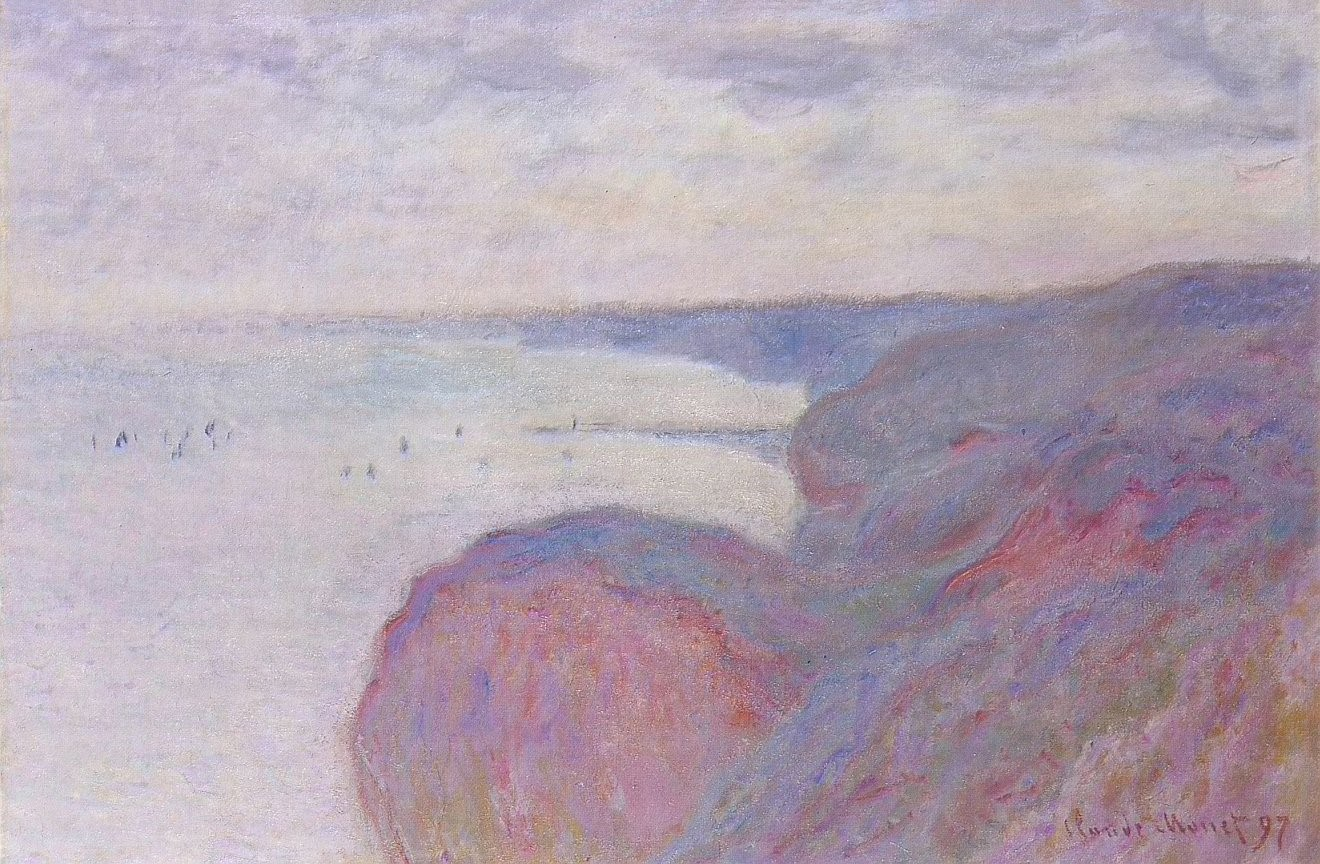
"Sur la Falaise près de Dieppe, ciel couvert" (1897) Claude Monet (W 1467)

L'artiste aimait peindre la Normandie et spécialement les côtes normandes, avec ses falaises dont il peignait les effets de lumières à différentes saisons et différentes heures de la journée. Celles près de Dieppe sont ici représentées par un ciel couvert, en fin de journée dans les tons mauves et roses. Il est arrivé ici, logeant à Pourville, mi-janvier 1897 afin de peindre les environs. Il y est toujours au début d'avril 1897 lorsqu'il écrit à Paul Durand-Ruel qu'il travaille durement, malgré le mauvais temps. Cette toile est exposée avec d'autres paysages normands de Monet à la galerie Georges Petit l'année suivante. En 1901, elle passe chez Durand-Ruel qui la vend en 1903 au fameux collectionneur moscovite Chtchoukine. La collection de ce dernier est confisquée par les bolchéviques après la Révolution d'Octobre et elle est transférée au musée de la peinture occidentale de Moscou. Cette toile se trouve ensuite en 1948 au musée de l'Ermitage. Elle a été exposée en 1974 à Léningrad, en 1975 à Budapest, en 1979 à Kyoto, en 2002 pour une rétrospective Monet à Saint-Pétersbourg et en 2016 à Paris à la Fondation Vuitton.
Monet est aussi l'auteur d'un dessin ressemblant qui se trouve au musée Marmottan de Paris (n° d'inventaire 5131). Une autre version est Sur la falaise de Dieppe, qui se trouve quant à elle au musée d'Orsay.

## Tableaux de Monet au musée de l'Ermitage
- Dame en blanc au jardin (1867),
- La Seine à Rouen (1872),
- La Seine à Asnières (1873),
- Le Grand Quai au Havre (1874),
- Femme dans un jardin (1876),
- Jardin (1876),
- Coin de jardin à Montgeron (1876),
- Étang à Montgeron (1877),
- Jardin à Bordighera, impression de matin (1884),
- Champ de coquelicots (1886),
- Meule à Giverny (1886),
- Prés à Giverny (1888),
- Le Pont de Waterloo (1903).